# Ancistrocheirus lesueurii
Ancistrocheirus lesueurii d'Orbigny, 1835 è l'unica specie del genere Ancistrocheirus Gray, 1849 e della famiglia Ancistrocheiridae Pfeffer, 1912.
Sebbene solo una specie sia riconosciuta, non si esclude l'esistenza di un'altra specie, a causa di alcune differenze riscontrate nella morfologia paralarvale.

## Descrizione
Il mantello di questa specie è conico, allungato ma robusto, si prolunga posteriormente in una coda. Le pinne sono molto ampie, terminano appena prima dell'apice del mantello, non hanno lobi posteriori e sono di forma grossolanamente romboidale. La lunghezza delle pinne va dal 70 all'80% della lunghezza del mantello e hanno simile larghezza. I tentacoli sono robusti e portano 12 fotofori sul lato ventrale, la clava tentacolare è sottile , la mano (parte centrale della clava) ha due serie di uncini acuti. Braccia spesse con due serie di uncini e ventose piccole poste su un peduncolo situate all'estremità. La parte ventrale del mantello ha da 20 a 24 grandi fotofori in serie trasversali, altri 8-10 fotofori disposti in serie simili sono sul lato ventrale della testa. Grandi fotofori sono presenti anche sull'imbuto e alla base delle braccia laterali. Piccoli fotofori sono sparsi ovunque sul lato ventrale su pinne, mantello, testa e braccia. Non vi sono fotofori sui globi oculari e nei visceri.
La taglia massima nota è di 41 cm di lunghezza del mantello.

## Distribuzione e habitat
Ha distribuzione cosmopolita nelle acque tropicali, subtropicali e temperate calde, compreso il mar Mediterraneo.
È una specie diffusa dalla parte inferiore della zona batipelagica alla zona batipelagica, che effettua migrazioni nictemerali e sembra essere particolarmente comune nei pressi di seamounts e dorsali oceaniche.

## Biologia
A. lesueurii è in grado di regolare l'intensità dei fotofori in modo da confondersi con la luminosità proveniente dall'alto.

### Riproduzione
Esiste una certa differenza nel ciclo di vita degli individui maschili e di quelli femminili: i primi vivono circa 1 anno mentre le femmine raggiungono a un anno la maturità sessuale e si riproducono a un anno e mezzo. La femmina depone da 200 000 a 800 000 uova circa 2 mm di diametro che si schiudono durante tutto l'anno.

### Predatori
I predatori noti sono molti tra i quali pesci spada, tonni, verdesche, Alepisaurus, uccelli marini tra i quali il fulmaro antartico, cetacei come capodogli, cogia di Blainville, cogia di Owen e globicefali.